# 鳥居忠春
鳥居 忠春（とりい ただはる）は、江戸時代初期の大名。信濃高遠藩の初代藩主。壬生藩鳥居家3代。

## 生涯
寛永元年（1624年）、出羽山形藩主・鳥居忠政の三男として生まれる。
寛永13年（1636年）、家督を継いでいた異母兄の忠恒が嗣子の無いまま死去し、忠春は末期養子を認められずに鳥居氏は改易された。ところが、忠春らの祖父である鳥居元忠の功績などを考慮されて、改めて忠春に信濃高遠藩3万2000石の所領が与えられた。
始めこそ名君として政務に尽力していた忠春だが、次第に悪政を布くようになり、自分に諫言した重臣7名を斬り殺し、承応3年（1654年）には尾張藩木曾領への百姓の逃散を招くなど、暴君へと変貌していく。
そして寛文3年（1663年）7月、2度目の大坂城山里丸加番を務めるために鐘町の宿舎に滞在中、かねてから忠春の暴君ぶりに反感を抱いていた侍医の松谷寿覚に斬りつけられた。松谷はその場で討たれたが、忠春はこの時の傷がもとで同年8月に大坂で死去した。享年40。松谷が忠春を襲った理由は狂気によるものとされている（『徳川実紀』）。
家督は長男の忠則が継いだ。また、三河国浄土宗西山深草派の寺院・不退院第６世住職の本翁意伯（祖父・元忠の兄）の死後、忠春の直系の親族が不退院を継いでおり、数代にわたり忠春の関係者が世襲している。

## 忠春の暴政
忠春は兄忠恒の時代に失った24万石の所領を取り戻すため、積極的に江戸幕府の普請に従事した。主に寛永15年（1638年）9月と慶安2年（1648年）9月の増上寺の警備、寛永16年（1639年）8月の江戸城西の丸石垣の修理、寛永19年（1642年）4月の江戸城御留守居役と西の丸大手門警備、明暦元年（1655年）の朝鮮通信使の負担、明暦3年（1657年）の大坂加番などがあり、他にも連年のように各所への贈物などをしていた。
しかし、わずか3万石の小藩がここまで多くの幕府御用を担当することは財政に大きな影響を与え、百姓が木曾に逃散する事態を招いた。このため高遠藩は無主の耕作地が増加し、土地は荒廃して忠春は貢租を得ることを狙って明暦2年（1656年）から2年かけて検地を行なっている。
また、忠春自身も茶屋遊びを繰り返し、毎年5回から6回は上伊那郷平山村（現・長野県上伊那郡辰野町）のお茶屋で奢侈の限りを尽くし、大酒を飲み、侍女の膝を枕にした。お茶屋に来る時は領民に必ず出迎えさせ、献上物を出させて村役人が必ずご機嫌伺いをさせるようにした。また配下の100人余りの従者も威張り散らして食事用の米に藩への納入米として一時保管している郷蔵から出させて食事とした。

## 系譜
父母
- 鳥居忠政（父）
- 内藤氏 ー 側室（母）

正室
- 三浦正次の娘

子女
- 鳥居忠則（長男）生母は正室
- 鳥居忠辰（次男）
- 鳥居忠虎（三男）
- 揖斐政寿（四男）
- 西尾包教正室
- 浄心院 ー 山内一俊室
- 新庄直賢正室
- 松下直昌室
- 鳥居成勝室 - 旗本2千5百石。成勝の父は旗本の鳥居忠春（忠直とも）。
- 知久昌直室後に春日義陣室